# 300 Lésions
300 Lésions è il terzo album del gruppo rock francese dei Kyo. È stato pubblicato nel 2004.

## Tracce
1. Contact – 3:41
2. Dans ma chair – 3:24
3. Qui je suis – 3:48
4. Sarah – 2:53
5. Sad day – 3:32
6. Révolutions – 3:12
7. Omega – 0:56
8. Ce soir – 4:15
9. Respire – 3:18
10. Je te rêve encore – 0:55
11. L'enfer – 3:35
12. L'assaut des regards – 5:26

## Formazione
- Florian Dubos "Flo" - chitarra
- Benoit Poher "Ben" - voce
- Nicolas Chassagne "Niko" - chitarra
- Fabien Dubos "Fab" - batteria